# Kugelstein
Der Kugelstein ist eine Erhebung mit einer Höhe von 633 m ü. A. zwischen der Marktgemeinde Deutschfeistritz und der Stadtgemeinde Frohnleiten im Bezirk Graz-Umgebung. Er weist zahlreiche Höhlen auf, und auf ihm wurden Siedlungsspuren aus der Latène- und Römerzeit, darunter die Reste einer römischen Kultstätte, gefunden.

## Geografie und Geologie
Der Kugelstein ist Teil einer Region, die als Mittelsteiermark oder als „Land vor dem Gebirge“ bekannt ist. Er besteht aus Schöcklkalk, welcher sowohl in einem kompakten als auch in einem schiefrigen Gefüge angeordnet ist. Der Schöcklkalk streicht in einer annähernden Nord-Süd-Richtung und fällt gegen Westen hin ab. Dieser Schichtverlauf lässt sich auch aus den 24 erfassten Höhlen ablesen, für welche er richtungsgebend ist.
Der Berg befindet sich im Mittleren Murtal am rechten Ufer der Mur und zwängt diese, zusammen mit der am linken Ufer liegenden Badlwand, in eine Stromenge. Die östlichen Berghänge reichen bis an die Mur heran, während der Berg im Südwesten durch einen Sattel mit dem Deutschfeistritzer Kirchberg verbunden ist. Westlich schließt der Parmaseggkogel an den Kugelstein an.

## Geschichte und Bebauung
Einige Funde aus der Latènezeit lassen auf eine frühe Besiedlung des Berges oder der näheren Umgebung schließen. Während der Römerzeit wurden die Höhlen als Lagerräume und im Falle der Fünffenstergrotte auch als Kultstätte genutzt. Weiters befand sich eine von einem Abschnittswall umgebene römische Ansiedlung am Kugelstein, die durch einen Weg mit der entlang der Mur verlaufenden Römerstraße verbunden war. Die ersten nachweisbaren Grabungen am Kugelstein wurden zwischen 1885 und 1887 durch M. Heider durchgeführt. Heider erforschte in den darauf folgenden Jahren zusammen mit seinen Kollegen Cuntz und Schmid die römische Vergangenheit des Kugelsteins, wobei sie auch Reste der römischen Siedlung fanden.
Die erste Grabung in den Höhlen des Kugelsteins wurde 1918 von Walter Schmid geleitet. In den Jahren 1948/49 und 1951/52 ließ das Landesmuseum Joanneum unter der Leitung von M. Mottl und K. Murban weitere Grabungen in den Höhlen durchführen. Bei diesen Grabungen wurden zahlreiche Säugetierknochen aus dem Pleistozän sowie latène- und römerzeitliche Funde entdeckt. Weitere Grabungen fanden in den Jahren 1962/63 statt. Der Landesverein für Höhlenkunde begann im Jahr 1963 mit der systematischen Bestandsaufnahme der Höhlensysteme, die 1967 mit den Arbeiten von H. Petr, V. Weißensteiner und H. Kusch abgeschlossen wurde. Insgesamt wurden 24 Höhlen erfasst.

## Höhlen
Am Kugelstein wurden 24 Höhlen systematisch erfasst. In einigen der Höhlen wurden latène- und römerzeitliche Siedlungsspuren sowie zahlreiche Knochen von Säugetieren wie Wisent, Wollnashörnern, Braun- und Höhlenbären sowie Steinböcken gefunden.
| Name                                                             | Kat.Nr. | Länge (Meter) | Besonderheiten                                                  |
| ---------------------------------------------------------------- | ------- | ------------- | --------------------------------------------------------------- |
| Leiterhöhle                                                      | 2784/1  | 24            | Sinter- und Tropfsteinschmuck                                   |
| Kugelsteinhöhle III oder Tunnelhöhle                             | 2784/2  | 36            | Latène- und römerzeitliche Funde                                |
| Kugelsteinhöhle II, Bärenhöhle oder Tropfsteinhöhle              | 2784/3  | 80            | Sinter- und Tropfsteinschmuck sowie zahlreiche Säugetierknochen |
| Kluftfugenhöhle                                                  | 2784/4  | 6             |                                                                 |
| Kugelsteinhöhle I, Grabhöhle, Durchgangshöhle oder Menschenhöhle | 2784/5  | 60            | Skelettfund eines beigesetzten Kindes                           |
| Stufengrotte                                                     | 2784/6  | 35            |                                                                 |
| Schichtfugenhöhle                                                | 2784/7  | 10            |                                                                 |
| Überhangshöhle                                                   | 2784/8  | 7             |                                                                 |
| Sinterröhrchenhöhle                                              | 2784/9  | 15            | Sinterröhrchen und reinweiße Tropfsteine                        |
| Blutkluft                                                        | 2784/10 | 29            |                                                                 |
| Schichtgrenzhöhle                                                | 2784/11 | 8             |                                                                 |
| Nischenhöhle                                                     | 2784/12 | 8             |                                                                 |
| Steinplattenhöhle                                                | 2784/13 | 16            | einige Tropfsteine                                              |
| Versturzhöhle                                                    | 2784/14 | 32            |                                                                 |
| Efeuhöhle                                                        | 2784/15 | 6             |                                                                 |
| Fuchsloch                                                        | 2784/16 | 4             |                                                                 |
| Schlufhöhle                                                      | 2784/17 | 6             |                                                                 |
| Fünffenstergrotte                                                | 2784/18 | 76            | römerzeitliche Funde sowie eiszeitliche Knochenfunde            |
| Schlüsselloch                                                    | 2784/19 | 6             |                                                                 |
| Harnischhöhle                                                    | 2784/24 | 10            |                                                                 |
| Römerloch                                                        | 2784/25 | 18            |                                                                 |
| Buchenhöhle oder Buchenloch                                      | 2784/26 | 3             |                                                                 |
| Großer Überhang                                                  | 2784/27 | 32            | Halbhöhle                                                       |
| Sattelhöhle                                                      | 2784/28 | 10            |                                                                 |